# Otselic (Nueva York)
Otselic es un pueblo ubicado en el condado de Chenango en el estado estadounidense de Nueva York. En el año 2000 tenía una población de 1.001 habitantes y una densidad poblacional de 10.2 personas por km².

## Geografía
Otselic se encuentra ubicado en las coordenadas 42°41′29″N 75°44′11″O / 42.69139, -75.73639.

## Demografía
Según la Oficina del Censo en 2000 los ingresos medios por hogar en la localidad eran de $32,308, y los ingresos medios por familia eran $34,886. Los hombres tenían unos ingresos medios de $30,298 frente a los $20,625 para las mujeres. La renta per cápita para la localidad era de $14,105. Alrededor del 16.0% de la población estaban por debajo del umbral de pobreza.